# Аннино (Малоярославецкий район)
Аннино — деревня в Малоярославецком районе Калужской области. Находится на территории сельского поселения «Село Ильинское».

## География
Расположена на берегу реки Лужа, рядом деревни Некрасово и Лужное.

## История
По данным на 1859 год Аннина — владельческая деревня при речке Луже в Боровском уезде в 13 дворов с 161 жителем.
После реформ 1861 года вошла в Ильинскую волость. В 1892 году население составляло 161, в 1912 — 176 человек.
На карте Калужской области 2001 года деревня помечена как нежилая. В Законе Калужской области от 30.09.2010 N 51-ОЗ (ред. от 25.10.2013) «Об отнесении населенных пунктов, расположенных на территории Калужской области, к категории городских и сельских населенных пунктов» деревня не учтена.